# Caprella gorgonia
Caprella gorgonia is een vlokreeftensoort uit de familie van de Caprellidae. De wetenschappelijke naam van de soort is voor het eerst geldig gepubliceerd in 1974 door Laubitz & Lewbel.